# Gera Zoltán (színművész)
Gera Zoltán (Szeged, 1923. augusztus 19. – Budapest, 2014. november 7.) a Nemzet Színésze címmel kitüntetett, Kossuth-díjas magyar színész, érdemes és kiváló művész.

## Élete és pályafutása
Édesapja dr. Hosszú Zoltán színész, édesanyja Gera Julianna porcelángyári munkásnő volt. Szülei nem voltak házasok. Nagynénjei nevelték Szegeden. Eredetileg fényképészinasnak tanult, de már tizenhat éves korában a színészi pályát választotta.
1939-ben kezdte karrierjét a budapesti Belvárosi Színházban, ahol többek között az édesapja is rendezője volt. A társulatnál néhány hónapig játszott, majd – éppen apja közbenjárására – elbocsátották egy utcai incidens következtében, mivel nem emelte meg kalapját az édesapjával együtt szembejövő színházigazgató, Patkós György előtt. 1940-ben Inke Rezső vándortársulatához került, de 1942–1944 között dolgozott Rév István Árpád bábszínházánál, a Nemzeti Bábszínjátéknál is, amely az ország első bábszínháza volt.
1943-ban kapta meg az első filmszerepét. 1944-től Szegeden szerepelt az Ifjúsági Színház társulatával. A városban élte át az ostromot, majd a szintén szegedi Városi Színházban játszott mint epizodista. 1945-ben a Magyar Néphadsereg Színházának, majd utódjának, a Vígszínháznak volt a tagja, és itt játszott egészen 1964-es bebörtönzéséig.
1947-ben, háromszori próbálkozást követően vették fel a Színház- és Filmművészeti Főiskolára. Kollégistaként a British Councilba járt, ahol angol nyelvet tanult. 1950-ben végezte el a főiskolát, és a Honvéd Színház szerződtette. Az 1950-es évek végén pantomimet is tanult Gret Palucca táncintézményében Drezdában, később – más színházi szerepek hiányában – Budapesten aratott sikereket ebben a műfajban előbb az Irodalmi Színpadon, majd az Egyetemi Színpadon; ezt a tudását későbbi szerepeiben is alkalmazta. Békés Andrással és Békés Italával közösen pantomimtársulatot alapított.
Az 1950-es évek közepétől kezdődően számos híres filmben játszott. 1957-ben szerepet kapott a Bakaruhában és a Külvárosi legenda című alkotásokban, 1958-ban az Édes Anna, 1960-ban a Fűre lépni szabad, 1961-ben a Két félidő a pokolban, 1963-ban pedig a Meztelen diplomata című filmben tűnt fel. 1964-ben A Tenkes kapitánya című televíziós sorozatban alakította Dudva György kocsmárost.
1964-ben megpályázott és megnyert egy ösztöndíjat John Gielgud tizenkét napos londoni Shakespeare-kurzusára, de a Vígszínház igazgatója nem támogatta útlevélkérelmét. A tiltást és a véleményét megírta a pályázatot meghirdető British Drama League-nek Londonba, azonban levelét a postán működő államvédelmis felbontotta, és ennek következményeként kilenc hónapnyi börtönbüntetésre ítélték államellenes izgatás címén.
Szabadulása után 1966-ban egy évadot töltött a szolnoki Szigligeti Színházban, majd 1967-ben a Mikroszkóp Színpad alakuló társaságába szerződött, ahol 1980-ig játszott. Szerepelt az 1968-as Bors című televíziós sorozatban, 1973-ban a Kincskereső kisködmön, 1974-ben a Bástyasétány hetvennégy, 1978-ban a Magyarok, 1980-ban pedig a Nárcisz és Psyché című filmben. 1976-ban a Robog az úthenger, 1983-ban a Mint oldott kéve, a Wagner, 1987-ben a Nyolc évszak címet viselő sorozatban játszott. 1980 és 1987 között a Mafilm tagja volt. 1987-ben – Bálint András igazgató meghívására – a Radnóti Miklós Színház művésze lett, és ott dolgozott 1992-ig. 1985-ben érdemes művésszé választották.
1990 elején közreműködött a Magyar Színész Kamara megalapításában, emellett szerepet vállalt az azóta megszűnt Magyar Színész című folyóirat létrejöttében is. 1992-től szabadfoglalkozásúként dolgozott, ebben az időszakban egyebek mellett a Budapesti Kamaraszínház és a Vidám Színpad darabjaiban játszott. 1993-ban a Magyar Köztársasági Érdemrend középkeresztjével jutalmazták. 1994-ben szerepet kapott a Kisváros című akciósorozatban, játszott a Retúr (1996), A napfény íze (1999) és a Prima Primavera (2009) című játékfilmekben. 2002-ben a 33. Magyar Filmszemlén életműdíjjal ismerték el munkásságát. 2004-ben kiváló művész lett. 2012-ben megkapta A Magyar Érdemrend középkeresztje a csillaggal kitüntetést.
2013. március 15-én Kossuth-díjjal tüntették ki, az elismerés indoklása a következő volt: „színházi és filmszerepek magával ragadó, emlékezetes, kifinomult műveltséggel történő megformálásáért, sokoldalú és elmélyült művészetéért, példaértékű életpályája elismeréseként”. 2014 áprilisában megkapta a Nemzet Színésze címet, a testületben az elhunyt Szabó Gyula helyét vette át. Ekkor elmondta, hogy hálás a munkatársainak a megbecsülésért, „amely egy olyan életút végén következett be, amelynek az eleje nagyon rögös volt”. Az elismeréssel járó havi pénzjutalmat az alig több mint fél évvel későbbi haláláig unokaöccse támogatására fordította.
Nyelvtudásának köszönhetően több idegen nyelvű filmben is feltűnt. Aktív időszakában az egyik legtöbbet foglalkoztatott szinkronszínész volt. Több alkalommal kölcsönözte Walter Matthau és Lino Ventura magyar hangját. A piszkos tizenkettő (1967) című háborús filmben a Worden tábornokot játszó Ernest Borgnine-t, a Ragtime (1981) című Miloš Forman-filmben pedig a Rhinelander Waldo szerepét játszó James Cagney-t szólaltatta meg. Legemlékezetesebb szinkronalakítása a Dallas című telenovellához kötődik, amelyben éveken keresztül kölcsönözte a Jim Davis által alakított Jock Ewing hangját. Davist az 1971-es A nagy Jake című westernben is szinkronizálta. Többször szerepelt televíziós kabaréműsorokban is.
2014. november 7-én, kilencvenegy éves korában hunyt el. 2014. november 28-án – feleségével közösen – helyezték örök nyugalomra Budapesten, a Farkasréti temető művészparcellájában. A búcsúztatón részt vett többek között Bálint András, Törőcsik Mari, Tordy Géza, Molnár Piroska, Haumann Péter, Mácsai Pál, Rátóti Zoltán, Eperjes Károly, Venczel Vera, Hernádi Judit, Botár Endre, Hunyadkürti István és Mádl Dalma is.

## Művészete
Elmondása szerint édesapja, Hosszú Zoltán mellett Páger Antalt és Bilicsi Tivadart tekintette szakmai példaképének. Molnár Gál Péter kritikus a következőképp jellemezte művészetét: „Amint színre lép: elhelyezkedik idegen jellembőrökben. Nagy emberi tudással életet teremt maga körül. Zokszó nélkül szolgálja hivatását. Titokzatos prófétája a magyar színészetnek. Titkok tudója. Emberi talányok színes színpadra fogalmazója.” Gera kritikusai elismerően nyilatkoztak alakításainak precizitásáról; Horeczky Krisztina szerint „fegyelmezettségével, kifinomult műveltségével európai művészember a balkáni haknivilágban”, míg László Károly elmondása alapján „filmben játszott szerepei kidolgozottságát, megmunkáltságát egy tehetséges ékszerész is megirigyelhetné”. Zappe László újságíró szerint színészi nagyságának titka „első renden a bölcsesség lehetett”. Bálint András színész, színházigazgató, Gera korábbi munkatársa szerint „nagy epizodista, vérbeli karakterszínész” volt, alakításait főleg precizitás és alaposság jellemezte, és „egész színészetének jellemzője volt a koncentrált, fegyelmezett, expresszív mozgás”.
Színművészi pályafutása során mint karakterszínész a leggyakrabban epizódszerepeket alakított; a színházi szerepek mellett több mint száz televíziós és játékfilmben játszott, valamint szinkronszerepeket is vállalt. Pályafutása során több mint tíz társulathoz tartozott. Legismertebb filmszerepei között van a Bakaruhában (1957), az Édes Anna (1958), a Két félidő a pokolban (1962), a Kincskereső kisködmön (1973), a Magyarok (1978), a Nárcisz és Psyché (1980), a Retúr (1996), illetve A napfény íze (1999), emellett olyan televíziós sorozatokban játszott, mint A Tenkes kapitánya (1964), a Bors (1968), a Robog az úthenger (1976) és a Nyolc évszak (1987).

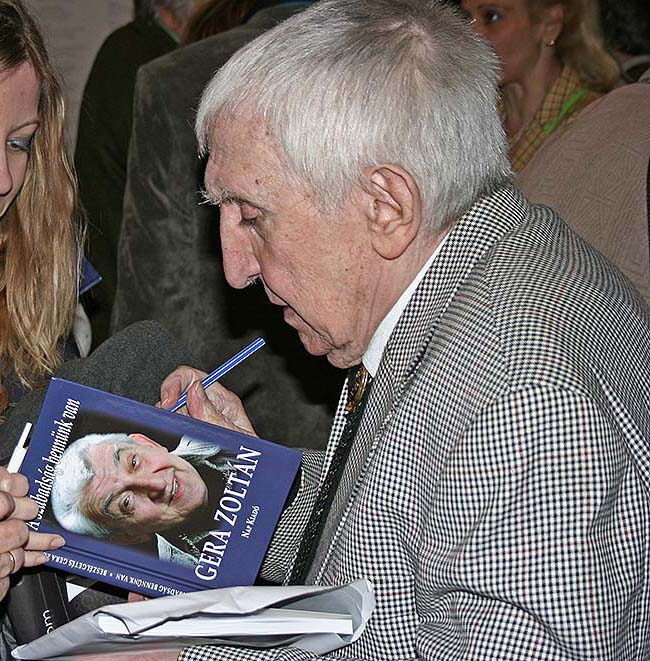
Gera Zoltán a róla készült könyvet dedikálja, annak bemutatóján 2014. február 2-án az Országos Színháztörténeti Intézet és Múzeum dísztermében

## Családja
Anyanyelvi szinten beszélt és olvasott angol, német és francia nyelven. Első felesége Ránki Lívia volt, akitől 1954. május 2-án született lánya, Gera Judit irodalomtörténész, műfordító.
Második feleségével, Görgey Helgával 1974-ben kötött házasságot. Lánya 1975-ben férjhez ment Szabó Lászlóhoz, akitől két gyermeke született: Eszter (1979) és Iván (1982).
Második felesége a színész halála után mindössze egy nappal, hetvenhat éves korában hunyt el.

## Színpadi szerepei
- Molnár Ferenc: Úri divat... Fülöp úr
- Molière: Dandin György... Dandin György
- Shelagh Delaney: Egy csepp méz... Peter
- Borisz Lvovics Vasziljev: Csendesek a hajnalok... Őrmester
- George Bernard Shaw: Szent Johanna... Cauchon püspök
- Plautus: A hetvenkedő katona... Periplectomenes
- Bíró Lajos: Hotel Imperial... Juskievics, tábornok
- Zsolt Béla: Erzsébetváros... Kardos
- Molnár Ferenc: Játék a kastélyban... Dvornitsek
- Csurka István: Szájhős... A nyelvtanár
- Zsolt Béla: Oktogon... Tolmács
- John Chapman–Anthony Marriott: Hunyd be a szemed és gondolj Angliára... Arthur Pullen
- Fejes Endre: Cserepes Margit házassága... Horváth úr
- Karinthy Ferenc: Gőz
- Henrik Ibsen: A vadkacsa... Ekdal
- John Steinbeck: Egerek és emberek... Crooka
- Spiró György: Honderű... Pukánszky
- Verebes István: Üzenet... Balogh
- Glagolin–Ljubimov: Csendesek a hajnalok
- Vaszary Gábor: Az ördög nem alszik... Gergely, a gróf ügyvédje
- Shakespeare: Lear király... Kent
- Johann Strauss: Mesél a bécsi erdő... Strohmayer, pékmester
- Csehov: Cseresznyéskert... Gajev
- Marcel Achard: A bolond lány... Benjamin Beaurevers
- Shakespeare: Rómeó és Júlia... Capulet
- Gyárfás Miklós: Egérút... Orbók István
- Thurzó Gábor: Hátsó ajtó... Kovalik
- Jevgenyij Lvovics Svarc: Az árnyék... Hóhér
- Eduardo De Filippo: Filuména házassága... Alfredo Amoroso
- Sean O’Casey: Az ezüst kupa... Látogató
- Szimonov: A lázadó lelkiismeret... Guicciardi
- Majakovszkij: Poloska... Vagány
- Kolozsvári Andor–Brand István: Rendkívüli kiadás... Munkatárs
- Szergej Aljosin: Egyedül... Ignatyev
- Sándor Kálmán: A harag napja... Bognár Béla
- Pedro Calderón de la Barca: Huncut kísértet... Cosme
- Hollós Korvin Lajos: Hunyadi... Bastida zsoldoskapitány
- Barnassin Anna: Idegen partok előtt... Breznai Károly, rádiós tiszt
- Szigligeti Ede: II. Rákóczi Ferenc fogsága... Jakab
- Arisztophanész: Lysistraté... Philurgos
- Shakespeare: A makrancos hölgy... Curtis
- Heltai Jenő: Menazséria... Az igazgató
- Gerhart Hauptmann: Naplemente előtt... Dr. Wuttke
- Heltai Jenő: Az orvos és a halál... Az öreg kegyelmes úr
- Mesterházi Lajos: Pesti emberek... Tamás
- Richard Brinsley Sheridan: A rágalom iskolája... Mr. Jack Pondrough
- George James: Robin Hood... III. Henrik király
- Lev Tolsztoj: Szellemesek... IV. Muzsik
- Illés Béla: Szivárvány... Ügyvéd
- Friedrich Schiller: Tell Vilmos... Stüssi
- Marcel Pagnol: Topáz... Tamise, tanár úr
- Kárpáthy Gyula: Zrínyi... Balogh Zsiga
- Devecseri Gábor: Odüsszeusz szerelmei... Antinoosz

## Filmjei

### Játékfilmek
- Négyszemközt az alkohollal
- És a vakok látnak… (1944)
- A város alatt (1953) - egyik metróépítő munkás
- Leszámolás (1953; rövid játékfilm)
- Mint a szemünk fényére (1953) - Balogh hadnagy, az egyik katona, aki elvesztette a katona igazolványát
- Mindenki iskolája (1955; rövid játékfilm)
- Szakadék (1955)
- Az eltüsszentett birodalom (1956)[18]
- Bakaruhában (1957) – Postás
- Csendes otthon (1957) – Esküvői, alkalmi tanú #1
- Csigalépcső (1957)
- Dani (1957)
- Éjfélkor (1957)
- Láz (1957)
- A fekete szem éjszakája (La belle et le tzigane) (1958) – Zenész
- A harangok Rómába mentek (1958) – Karszalagos
- Álmatlan évek (1958)
- Csempészek (1958) – Tekejátékos
- Édes Anna (1958) – Újságíró
- Felfelé a lejtőn (1958)
- Micsoda éjszaka! (1958) – Nyomozó
- Vasvirág (1958) – Novák
- A harangok Rómába mentek (1959) – Karszalagos
- A harminckilences dandár (1959)
- A könnyelműség ára (1959)
- A megfelelő ember (1959)
- Kard és kocka (1959)
- Kölyök (1959) – Kócs Dezső
- Szerelem csütörtök (1959)
- Az arc nélküli város (1960) – Lajos
- Fűre lépni szabad (1960) – Feltaláló #1
- Virrad (1960)
- Alba Regia (1961)
- Áprilisi riadó (1961)
- Két félidő a pokolban (1961) – Tankó Sándor
- Mindenki ártatlan? (1961)
- Négyen az árban (1961)
- Puskák és galambok (1961)
- Mici néni két élete (1962) – Tanácsi ellenőr
- Mindenki ártatlan? (1962)
- Meztelen diplomata (1963)
- Mindennap élünk (1963)
- Az aranyfej (1964)
- Egy ember aki nincs (1964) – Újságíró
- Így jöttem (1964) – Hadifogoly #2
- Ketten haltak meg (1966)
- Sok hűség semmiért (1966) – Raktáros
- Alfa Rómeó és Júlia (1968)
- A nagy kék jelzés (1969) – Jenő harmadik főnöke
- Holdudvar (1969) – Balassa barátja
- Krebsz, az isten (1969) – Dr. Mikulik
- Utazás a koponyám körül (1969) – Sorbanálló #3
- A halhatatlan légiós, akit csak péhovárdnak hívtak (1971) – Rabbi
- A magyar ugaron (1972) – Kárász úr
- A vőlegény nyolckor érkezik (1972) – Az étterem vezetője
- Kincskereső kisködmön (1972) – Körtemuzsika árus
- A locsolókocsi (1973) – Tanár
- Csínom Palkó (1973) – Leopold, a szakács
- Illatos út a semmibe (1974)
- Koplalóművész (1975; rövid játékfilm)
- Ballagó idő (1976)
- Fedőneve: Lukács (Pszevdonim: Lukacs) (1977)
- Magyarok (1978) – Brainer, az intézõ
- Circus Maximus (1980) – Bajuszos tiszt
- A svéd, akinek nyoma veszett (1980)
- Nárcisz és Psyché (1980) – Orfeum igazgatója
- Naplemente délben (1980)
- Menekülés a győzelembe (Victory) (1981) – Victor
- A remény joga (1982) – Az orvos
- Hatásvadászok (1982) – Selmeczi
- Nyom nélkül (1982) – A nyomozás vezetője
- A csoda vége (1983) – Bakos Sanyi
- Boszorkányszombat (1983) – Király
- Szeretők (1984) – Dékán
- Vérszerződés (1983) – Apa
- Házasság szabadnappal (1984)
- Játszani kell (Lily in Love) (1984) – Malev tisztviselő
- A sánta dervis (Hromoj dervis) (1986)
- Akli Miklós (1986) – Tanácsos
- Doktor Minorka Vidor nagy napja (1986) (újraforgatva: 1987) – Tyúkárus
- Mamiblu (1986)
- Szamárköhögés (1987) – Szomszéd
- Küldetés Evianba (1988)
- Laurin (1989)
- Music Box (1989) – Férfi Budapesten (1999-es magyar szinkron)
- Az agglegény (Mio caro dottor Gräsler) (1991)
- A tékozló apa (The Long Shadow) (1992) – Rabbi Rosner (1993-as magyar szinkron)
- A gólyák mindig visszatérnek (1993) – Tiszteletes
- Prinzenbad (1993)
- Bűvös vadász (1994) – Cipész
- Ébredés (1994) – Józsi bácsi
- Mesmer (1994) – Másik orvos
- Retúr (1996) – Nagypapa
- A játékos (The Gambler) (1997) – Hitelező
- A Notre Dame-i toronyőr (The Hunchback) (1997) – Kövér Noble (1998-as magyar szinkron)
- A bukás (The Fall) (1998) – Házmester
- Bűn és bűnhődés (Crime and Punishment) (1998) – Praszkovja (1999-es magyar szinkron)
- A napfény íze (Sunshine) (1999) – Férfi a zsinagógánál (1999-es magyar szinkron)
- Vírusbosszú (Contaminated Man) (2000) – Boltos (2003-as magyar szinkron)
- Vityebszk felett – Chagall álmai (2001)
- Az utolsó blues (2002) – Sanu
- Brüder (2002) – Bela Orban
- A Rózsa énekei (2003) – Waltz
- Egy hét Pesten és Budán (2003) – Szállodaportás
- Prima Primavera (2008) – Dr. Ferenczy

### Tévéfilmek, televíziós sorozatok
- A tartalékos vőlegény (1959) – Lipsitz
- Hamis orr és álszakáll (1962) – Kranich
- Senki karácsonya (1962)
- Síratásra készül az ég… (1962) – Katona #2
- A Tenkes kapitánya (1963) – Dudva György kocsmáros
- Rab Ráby (1964) – Kocsmáros
- A ló is ember (1968)
- Az aranykesztyű lovagjai 1-5. (1968)
- Családi tűzhely (1968) – Pertics Jenő
- Bors (1968) (7. részben)
- A 0416-os szökevény (1969) – Shell alkalmazott
- Das Falsche Gewicht (1971) – Sviatny
- Különös vadászat (1972) – Miller
- Az ember melegségre vágyik (1973) – Tábori csendőr
- Uraim, beszéljenek! (1973) – Montanai úr
- Kalandok és figurák (1974) – Dupont
- Ficzek úr (1974)
- Utazás a Holdba 1-3. (1974) – Színházigazgató
- Magyarország 1849 (1975; rövid tévéfilm)
- Ősbemutató (1975)
- Öt nap háború nélkül (1975) – Vjacseszlav
- A szerelem bolondjai 1-2. (1976)
- Hungária Kávéház (1976) – Munkatárs a minisztériumban (8. részben)
- Robog az úthenger 1-6. (1976) – Egyenes embere
- 6-os számú kórterem (1977)
- A szerelem bolondjai (1977) – Lemming
- Ha a zenekar is úgy dolgozna (1977)
- Két pisztolylövés (1977)
- Ketten a tavon (1977)
- Második otthonunk – 3. rész: Az áruház (1977)
- A bíró (1978)
- Beszélgetések Szókratésszal (1978)
- Dániel (1978)
- Egésznapos riport (1978)
- Halálos csapás (1978)
- Histoire du chevalier Des Grieux et de Manon Lescaut (1978) – Le cocher
- Holló a hollónak (1978)
- Iskolavár (1978)
- Mementó – Nürnberg 1946 (1978)
- Használt koporsó (1979) – Plébános
- Vádindítvány (1979)
- Zenés TV Színház: Pomádé király új ruhája (1979) – Nyársatnyelt Tóbiás
- A 78-as körzet (1980) – Szabó Kálmán
- Faustus doktor boldogságos pokoljárása 1-10. (1980)
- Ítélet előtt – 6. rész: Farkasok (1980) – Ügyvéd #1
- Két pisztolylövés 1-3. (1980) – Irattáros
- A szürke eminenciás (1981)
- Frère Martin (1981)
- Liftrapszódia (1981; rövid tévéfilm)
- Utolsó alkalom (1981) – Sréth Kálmán
- Vásár (1982)[19]
- A közös kutya (1983) – István, kárpitos
- Az utolsó futam (1983) – Borsai, idomár
- Mint oldott kéve 1-7. (1983) – Házitanító
- Reumavalcer (1983)
- Wagner (1983) – Lüttichau
- Bajuszverseny (1984) – Börbönce király
- Élő holttest (1984)
- T.I.R. (1984) – Nicola (1987-es magyar szinkron)
- A szembesítés eredménytelen (1985)
- Johann Sebastian Bach (1985) – Greif
- Parancsra tettem (1985)
- Puskin utolsó napjai (1985)[20] – Bitkov
- Üvegvár a Mississippin (1985)[20] – Múzeumigazgató
- Zürichi páncélterem – 2. rész: Hamis hangok (1985) – Szurka (1992-es szinkron)
- A fekete kolostor (1986) – Adminisztrátor
- Nessuno torna in dietro (1987)
- Nyolc évszak 1-8. (1987)
- Senki nem tér vissza 1-5. (1987)
- Fűszer és csemege (1988) – Nagyapó
- Melba (1988) – Dupont (2 részben)
- Sátánkeringő Bécsben (A Friendship in Vienna) (1988) – Építés vezetője
- Alapképlet (1989)
- Csalással nem! (1989) – Bloch
- Eszmélet (1989)
- Freytág testvérek 1-5. (1989)
- Max és Helen (1989)
- Murderers Among Us: The Simon Wiesenthal Story (1989) – Hotelportás
- Pókok (Die Spinnen) (1989) – Peter nagybátyja
- The Nightmare Years (1989)
- Forgotten Prisoners: The Amnesty Files (1990)
- Moselbrücki történet II-IV. (1990-1993)
- Kéz kezet mos (1990) – Zentay
- Rabigában (1990) – Husni Bey
- Rózsaszín sorozat (Softly from Paris) (1991) – Nicolo
- The Josephine Baker Story (1991)
- Frici, a vállalkozó szellem (1992) – Jegyző
- Maigret (1992-1993)
- Az ibolya (1993) – Szolga
- Brigitta (1993) – Gömör
- Állatkerti mesék (Le jardin des plantes) (1994) – Marcel
- Itt a földön is (1994) – Kalauz
- Kisváros (1994-1998) – Gyula bácsi; Bojtár (2 részben)
- Szarajevó kávéház (1994)
- X polgártárs (Citizen X) (1995) – Orvos
- Éretlenek (1996) – Kovacsevics
- Szappanbuborék (1996)
- Szabadság tér ’56 (1997)
- Crime and Punishment (1998) – Praskovya
- Szívlövés (Shot Through the Heart) (1998) – Nebojis
- Mária, Jézus anyja (Mary, Mother of Jesus) (1999) – Asztrológus #1
- Kezdetben vala (In the Beginning) (2000)
- Koldus és királyfi (2000) – Kereskedő
- Valaki kopog (2000)
- Kérnék egy kocsit (2000)
- Uprising (2001) – Eladó
- Hóesés a Vízivárosban (2004) – Pistu

### Rajzfilmek
- Vakáción a Mézga család (1978) – Amerikai matróz #1 (hang)
- Kérem a következőt! III. (1982-1983) – Teknőc Ernő, a küldönc (hang)
- Szaffi (1984) – Asil, Loncsár inasa (hang)
- Macskafogó (1986) – Hajóskapitány (hang)

## Szinkronszerepei

### Filmek
| Év   | Cím                                                                             | Szereplő                                 | Színész                  | Szinkron év |
| ---- | ------------------------------------------------------------------------------- | ---------------------------------------- | ------------------------ | ----------- |
| ?    | A szerelem és a véletlen játéka                                                 | Orgon                                    | Jürgen Cziesla           | 1989        |
| ?    | Csodatévő szent                                                                 | N/A                                      | N/A                      | 1985        |
| 1930 | Kis Cézár                                                                       | Kis Arnie Lorch                          | Maurice Black            | 1980        |
| 1937 | A nagy ábránd                                                                   | N/A                                      | N/A                      | 1978        |
| 1937 | Táncrend                                                                        | Alain Regnault                           | Harry Baur               | 1988        |
| 1938 | Saint-Agil-i menekültek (1. magyar szinkron)                                    | Walter, angoltanár                       | Erich von Stroheim       | 1980        |
| 1939 | Aranykulcsocska (első-két magyar szinkron)                                      | N/A                                      | N/A                      | 1950        |
| 1939 | Aranykulcsocska (első-két magyar szinkron)                                      | Carlo papa                               | Georgij Uvarov           | 1977        |
| 1939 | Mégis szép a világ                                                              | Fred Streeter kapitány                   | Guy Kibbee               | 1985        |
| 1939 | Stan és Pan az idegenlégióban (1. magyar szinkron)                              | Parancsnok                               | Charles Middleton        | 1970        |
| 1940 | A mi kis városunk                                                               | Dr. Gibbs                                | Thomas Mitchell          | 1977        |
| 1940 | Boszorkánykonyha                                                                | Mr. Powers                               | Harry Davenport          | 1984        |
| 1941 | A máltai sólyom                                                                 | Kasper Gutman                            | Sydney Greenstreet       | 1981        |
| 1941 | Az év asszonya                                                                  | Dr. Lubbeck                              | Ludwig Stössel           | 1994        |
| 1943 | Öt lépés Kairó felé                                                             | Erwin Rommel hadseregtábornok            | Erich von Stroheim       | 1981        |
| 1943 | Stan és Pan, a táncmesterek (1. magyar szinkron)                                | Wentworth Harlan                         | Matt Briggs              | 1973        |
| 1944 | Arzén és levendula                                                              | Dr. Gilchrist                            | Chester Clute            | 1970        |
| 1944 | Döntő fordulat                                                                  | N/A                                      | N/A                      | 1949        |
| 1945 | Kék rapszódia                                                                   | Komikus                                  | George Riley             | 1972        |
| 1945 | Kék rapszódia                                                                   | N/A                                      | N/A                      | 1972        |
| 1946 | Az éjszaka kapui (2. magyar szinkron)                                           | Georges                                  | Pierre Brasseur          | 1978        |
| 1946 | Tőr és köpeny                                                                   | A német                                  | Ludwig Stössel           | 1963        |
| 1948 | A részeg angyal                                                                 | Sanada                                   | Simura Takasi            | 1976        |
| 1948 | Anna Karenina (2. magyar szinkron)                                              | Alexej Karenin                           | Ralph Richardson         | 1961        |
| 1948 | Sztálingrádi csata I-II.                                                        | Jeremenko vezérezredes                   | Nyikolaj Kolesznikov     | 1949        |
| 1949 | Sztálingrádi csata I-II.                                                        | Jeremenko vezérezredes                   | Nyikolaj Kolesznikov     | 1950        |
| 1949 | Van hazájuk                                                                     | N/A                                      | N/A                      | 1950        |
| 1950 | A 73-as winchester                                                              | Jack Lamont                              | John McIntire            | 1980        |
| 1950 | Casimir                                                                         | N/A                                      | N/A                      | 1974        |
| 1953 | A félelem bére (2. magyar szinkron)                                             | Jo                                       | Charles Vanel            | 1970        |
| 1953 | A kapitány paradicsoma                                                          | Henry St. James kapitány                 | Alec Guinness            | 1962        |
| 1953 | A palást (1. magyar szinkron)                                                   | N/A                                      | N/A                      | 1996        |
| 1953 | A Rajna szűze                                                                   | Guérin felügyelő                         | Albert Dinan             | 1975        |
| 1953 | Elsőszámú közellenség (2. magyar szinkron)                                      | Igazgató az üzletben                     | N/A                      | 1981        |
| 1953 | Julius Caesar (1. magyar szinkron)                                              | Lepidus                                  | Douglass Dumbrille       | 1961        |
| 1953 | Római vakáció (1. magyar szinkron)                                              | Ceremóniamester (+ Dobránszky Zoltán)    | John Horne               | 1980        |
| 1953 | Szegény szerelmesek krónikája (1. magyar szinkron)                              | N/A                                      | N/A                      | 1956        |
| 1955 | Az utolsó öt perc                                                               | Filippo Roberti                          | Peppino De Filippo       | 1972        |
| 1955 | Gyermekbíróság                                                                  | Julien Lamy bíró                         | Jean Gabin               | 1980        |
| 1955 | Szökevények                                                                     | Fogoly                                   | Bernard Musson           | 1956        |
| 1956 | 80 nap alatt a Föld körül (1. magyar szinkron)                                  | Ralph                                    | Robert Morley            | 1972        |
| 1956 | Az esőkabátos ember                                                             | Albert Constantin                        | Fernandel                | 1980        |
| 1956 | Nem futhatsz el előle                                                           | N/A                                      | N/A                      | 1968        |
| 1957 | A spessarti fogadó                                                              | Ezredes                                  | Hubert von Meyerinck     | 1970        |
| 1957 | Csendes Don (első-két magyar szinkron)                                          | Kotljarov                                | Alekszandr Tyitov        | 1958        |
| 1957 | Csendes Don (első-két magyar szinkron)                                          | Pantyefej Prokofjevics Melehov           | Danyiil Ilcsenko         | 1981        |
| 1957 | Szállnak a darvak                                                               | Levelet diktáló katona a kórházban       | N/A                      | 1958        |
| 1958 | A félkegyelmű                                                                   | Ganya Ivolgin                            | Nyikita Podgornij        | 1958        |
| 1958 | A férfi is tolvaj, a nő is tolvaj                                               | Clemente felügyelő                       | Nando Bruno              | 1980        |
| 1958 | A nyomorultak                                                                   | Prouvaire                                | Pierre Tabard            | 1959        |
| 1958 | A nyomorultak                                                                   | N/A                                      | N/A                      | 1959        |
| 1958 | A szemközti ház                                                                 | Iszmail                                  | Georgij Unanyan          | 1960        |
| 1958 | A törvény                                                                       | N/A                                      | N/A                      | 1970        |
| 1958 | A tükör két oldala                                                              | Pierre Tardivet                          | Bourvil                  | 1970        |
| 1958 | Christine                                                                       | Schaffer                                 | Jacques Toja             | 1990        |
| 1958 | Mylord segít magán                                                              | Archie                                   | Wolfgang Kühne           | 1965        |
| 1958 | Palimadarak (1. magyar szinkron)                                                | Cosimo                                   | Memmo Carotenuto         | 1973        |
| 1958 | Rendszáma H-8                                                                   | Jakupec                                  | Pero Kvrgić              | 1959        |
| 1958 | Sabella unokája                                                                 | Emilio                                   | Peppino De Filippo       | 1968        |
| 1958 | Szédülés (1. magyar szinkron)                                                   | Pop Leibel                               | Konstantin Shayne        | 1985        |
| 1958 | Veszélyes barátság                                                              | Szergej Szuskov, rendőrkapitány          | Alekszandr Grave         | 1959        |
| 1959 | A bíró                                                                          | Luigi Bonelli                            | François Périer          | 1960        |
| 1959 | A púpos (1. magyar szinkron)                                                    | N/A                                      | N/A                      | 1970        |
| 1959 | Az iskolások útja (első-két magyar szinkron)                                    | Charles Michaud                          | Bourvil                  | 1972        |
| 1959 | Az iskolások útja (első-két magyar szinkron)                                    | Charles Michaud                          | Bourvil                  | 1985        |
| 1959 | Ballada a katonáról                                                             | N/A                                      | N/A                      | 1960        |
| 1959 | Ben-Hur (1. magyar szinkron)                                                    | Szimonidész                              | Sam Jaffe                | 1982        |
| 1959 | Emberi sors (1. magyar szinkron)                                                | N/A                                      | N/A                      | 1959        |
| 1959 | Kifulladásig (1. magyar szinkron)                                               | Parvulesco                               | Jean-Pierre Melville     | 1973        |
| 1959 | Van, aki forrón szereti (1. magyar szinkron)                                    | Foghegy Charlie                          | George E. Stone          | 1971        |
| 1959 | Vihar a repülőgépen                                                             | N/A                                      | N/A                      | 1966        |
| 1959 | Zsákutcában                                                                     | Dr. Ingravallo                           | Pietro Germi             | 1968        |
| 1960 | Kísértetkastély Spessartban                                                     | N/A                                      | N/A                      | 1973        |
| 1960 | Legénylakás (1. magyar szinkron)                                                | Dr. Dreyfuss                             | Jack Kruschen            | 1970        |
| 1960 | Normandia-Nyeman                                                                | Castor tolmács                           | Nicolas Bataille         | 1960        |
| 1960 | Rómában éjszaka volt (1. magyar szinkron)                                       | Michel Pemberton                         | Leo Genn                 | 1975        |
| 1960 | Seiler utca 8.                                                                  | N/A                                      | N/A                      | 1961        |
| 1960 | Te mit szólsz hozzá?                                                            | Solitario                                | Ugo Tognazzi             | 1962        |
| 1961 | A gyanúsított                                                                   | Verity felügyelő                         | Bernard Archard          | 1964        |
| 1961 | A kulcscsomó                                                                    | N/A                                      | Hans Epskamp             | 1969        |
| 1961 | A két ’N’ úr                                                                    | Henryk Nowak, kereskedő                  | Wacław Kowalski          | 1962        |
| 1961 | A lovascsendőr                                                                  | Tarquinio főtörzs                        | Peppino De Filippo       | 1979        |
| 1961 | A nagy mutatvány                                                                | Bruno Everard                            | Nehemiah Persoff         | 1976        |
| 1961 | Az utcák emlékeznek                                                             | Az író                                   | Virgil Florescu          | 1964        |
| 1961 | Az utolsó ítélet (1. magyar szinkron)                                           | N/A                                      | N/A                      | 1963        |
| 1961 | Malachiás csodája                                                               | N/A                                      | N/A                      | 1962        |
| 1961 | Szombat esti tánc                                                               | Schneider hadnagy                        | Gerry Wolff              | 1962        |
| 1961 | Tiszta égbolt (1. magyar szinkron)                                              | Egyik párttag a megbeszélésen            | N/A                      | 1961        |
| 1961 | Zárt tárgyalás                                                                  | Xatis, a főügyész                        | Fred Clark               | 1968        |
| 1962 | Az Ezüst-tó kincse (1. magyar szinkron)                                         | Jefferson Hartley magiszter, a Doki      | Branko Spoljar           | 1977        |
| 1962 | Az orvos felesége                                                               | Mares                                    | Gheorghe Enache          | 1963        |
| 1962 | Boccaccio ’70                                                                   | Dr. Antonio Mazzuolo                     | Peppino De Filippo       | 1982        |
| 1962 | Cartouche                                                                       | Malichot                                 | Marcel Dalio             | 1970        |
| 1962 | Hedda Gabler                                                                    | Brack bíró                               | Ralph Richardson         | 1976        |
| 1962 | Lázadás a Bountyn (1. magyar szinkron)                                          | William Bligh kapitány                   | Trevor Howard            | 1980        |
| 1962 | Tékozló szív                                                                    | Ügyvéd                                   | N/A                      | 1963        |
| 1963 | A négy taxisofőr                                                                | Pasquale Scognamiglio                    | Peppino De Filippo       | 1969        |
| 1963 | A rendőrségen történt                                                           | Palamarcsuk, helyi rendőr                | Nyikolaj Szimkin         | 1964        |
| 1963 | Az igazságszolgáltatás nevében (1. magyar szinkron)                             | Albert Gaudet, vizsgálóbíró              | Bourvil                  | 1984        |
| 1963 | Ferdinánd bohóc és az űrrakéta                                                  | Ferdinánd                                | Jirí Vrstála             | 1968        |
| 1963 | Férjek                                                                          | N/A                                      | N/A                      | 1964        |
| 1963 | Germinal                                                                        | Rosseneur, a kocsmáros                   | Pierre Destailles        | 1963        |
| 1963 | Jean-Marc, avagy a házasélet                                                    | N/A                                      | N/A                      | 1972        |
| 1963 | Kleopátra (1. magyar szinkron)                                                  | N/A                                      | N/A                      | 1977        |
| 1963 | Lady Lobster vőlegénye                                                          | Henry McCorwick                          | Til Kiwe                 | 1969        |
| 1963 | Lány a címlapon                                                                 | Saunders őrmester                        | Ronald Fraser            | 1970        |
| 1963 | Méhkirálynő (1. magyar szinkron)                                                | Alfonso                                  | Ugo Tognazzi             | 1963        |
| 1963 | Rocambole                                                                       | N/A                                      | N/A                      | 1981        |
| 1963 | Ruha teszi az embert                                                            | N/A                                      | N/A                      | 1964        |
| 1964 | A katona apja                                                                   | N/A                                      | N/A                      | 1965        |
| 1964 | Banditasirató (1. magyar szinkron)                                              | N/A                                      | N/A                      | 1977        |
| 1964 | Egy férjes asszony                                                              | Roger Leenhardt                          | Roger Leenhardt          | 1983        |
| 1964 | Hajrá, franciák!                                                                | Részeg drukker kakassal                  | Jean Lefebvre            | 1975        |
| 1964 | Tökmagevő                                                                       | Bob Conway                               | James Mason              | 1982        |
| 1964 | Viszlát, Charlie! (1. magyar szinkron)                                          | Sir Leopold Sartori                      | Walter Matthau           | 1982        |
| 1965 | A Crossbow-akció                                                                | Lindemann professzor                     | Trevor Howard            | 1978        |
| 1965 | A halál ötven órája                                                             | N/A                                      | N/A                      | 1976        |
| 1965 | Azok a csodálatos férfiak a repülő masináikban                                  | George Gruber                            | Sam Wanamaker            | 1977        |
| 1965 | Az első tanító                                                                  | N/A                                      | N/A                      | 1968        |
| 1965 | Bolondok hajója (2. magyar szinkron)                                            | Rieber                                   | José Ferrer              | 1976        |
| 1965 | Három szoba Manhattan-ben                                                       | N/A                                      | N/A                      | 1974        |
| 1965 | Mi újság, cicamica? (1. magyar szinkron)                                        | Marcel                                   | Jean Parédès             | 1985        |
| 1965 | Olasz furcsaságok (2. magyar szinkron)                                          | Silvio                                   | Alberto Sordi            | 1976        |
| 1965 | Sartorius úr házai                                                              | William De Burgh Cokane                  | Romuald Pekny            | 1969        |
| 1965 | Szüzet a hercegnek!                                                             | N/A                                      | N/A                      | 1976        |
| 1965 | Tíz kicsi indián (1. magyar szinkron)                                           | ?                                        | ?                        | 1968        |
| 1966 | A Quiller jelentés (1. magyar szinkron)                                         | Pol                                      | Alec Guinness            | 1978        |
| 1966 | Az algíri csata                                                                 | Alì Ben Mihdi, az FLN ideológusa         | N/A                      | 1967        |
| 1966 | Dollár-trilógia 3.: A Jó, a Rossz és a Csúf (1. magyar szinkron)                | Tuco                                     | Eli Wallach              | 1985        |
| 1966 | Egymillió karátos ötlet, avagy a Róka nyomában (1. magyar szinkron)             | Közvádló                                 | Daniele Vargas           | 1978        |
| 1966 | Kaleidoszkóp (1. magyar szinkron)                                               | „Manny” McGinnis felügyelő               | Clive Revill             | 1976        |
| 1966 | Maigret felügyelő csapdája                                                      | Dr. Pasquier                             | Antonio Battistella      | 1969        |
| 1966 | Tündéri nők                                                                     | Giovanni                                 | Alberto Sordi            | 1976        |
| 1967 | A fal                                                                           | Férj                                     | Piotr Pawłowski          | 1970        |
| 1967 | A hét Cervi fivér (1. magyar szinkron)                                          | N/A                                      | N/A                      | 1968        |
| 1967 | A hivatás kockázata                                                             | N/A                                      | N/A                      | 1968        |
| 1967 | A négyes labor őrültje                                                          | Felügyelő                                | Pierre Tornade           | 1982        |
| 1967 | A piszkos tizenkettő                                                            | Worden tábornok                          | Ernest Borgnine          | 1983        |
| 1967 | A tetovált férfi                                                                | Benda                                    | Jozef Kroner             | 1969        |
| 1967 | Halálfejesek                                                                    | N/A                                      | N/A                      | 1968        |
| 1967 | Helené, avagy az életöröm                                                       | Eteoneusz                                | Jacques Dufilho          | 1974        |
| 1967 | Kétszemélyes ketrec (2. magyar szinkron)                                        | N/A                                      | N/A                      | 1986        |
| 1967 | Maigret felügyelő nyomoz I/1. rész: Cevile meghalt                              | Charles Danrimont                        | Maurice Garrel           | 1978        |
| 1967 | Mindenkinek a magáét                                                            | Roscio professzor                        | Salvo Randone            | 1989        |
| 1967 | Rakéta a Holdra                                                                 | Smythe kapitány                          | Terry-Thomas             | 1979        |
| 1967 | Szerelem, ó! (1. magyar szinkron)                                               | Portás az üzletben                       | N/A                      | 1969        |
| 1967 | Tűz van, babám!                                                                 | N/A                                      | N/A                      | 1968        |
| 1967 | Válás amerikai módra                                                            | Farley                                   | Tom Bosley               | 1973        |
| 1967 | Vasáradat                                                                       | N/A                                      | N/A                      | 1968        |
| 1968 | A 24-25-ös nem tér vissza                                                       | N/A                                      | N/A                      | 1969        |
| 1968 | A bábu                                                                          | ?                                        | ?                        | 1969        |
| 1968 | A bostoni fojtogató                                                             | John Asgeirsson                          | Jeff Corey               | 1970        |
| 1968 | A csendőr 3.: A csendőr nősül (1. magyar szinkron)                              | A férfi, aki nekimegy Cruchot kocsijának | Yves Barsacq             | 1969        |
| 1968 | A könnyűlovasság támadása                                                       | N/A                                      | N/A                      | 1970        |
| 1968 | Az Angyal – VI/15-16. rész: Az Angyal vérbosszúja 1-2. (1. magyar szinkron)     | Bankigazgató                             | Edward Evans             | 1970        |
| 1968 | Galileo Galilei                                                                 | Sarpi                                    | Mihail Mihajlov          | 1969        |
| 1968 | Harc Rómáért                                                                    | Narses                                   | Michael Dunn             | 1969        |
| 1968 | Két csengetés között                                                            | N/A                                      | N/A                      | 1969        |
| 1968 | Mackenna aranya (1. magyar szinkron)                                            | Prérikutya                               | Eduardo Ciannelli        | 1987        |
| 1968 | Madigan (1. magyar szinkron)                                                    | Rocco Bonaro nyomozó                     | Harry Guardino           | 1976        |
| 1968 | Petulia (2. magyar szinkron)                                                    | Mr. Danner                               | Joseph Cotten            | 1978        |
| 1968 | Rómeó és Júlia                                                                  | Capulet                                  | Paul Hardwick            | 1981        |
| 1968 | Vágta a völgyben                                                                | Jeroska                                  | Dasidondon Zsalszarajev  | 1970        |
| 1969 | 12+1 (1. magyar szinkron)                                                       | Bútorszállító                            | N/A                      | 1970        |
| 1969 | A szicíliaiak klánja (1. és 3. magyar szinkron)                                 | Le Goff felügyelő                        | Lino Ventura             | 1971        |
| 1969 | A szicíliaiak klánja (1. és 3. magyar szinkron)                                 | Le Goff felügyelő                        | Lino Ventura             | 1985        |
| 1969 | Az örök férj                                                                    | Trusockij                                | Jozef Kroner             | 1971        |
| 1969 | Butch Cassidy és a Sundance kölyök                                              | Ray Bledsoe seriff                       | Jeff Corey               | 1986        |
| 1969 | Címe ismeretlen                                                                 | Greg                                     | Michel Constantin        | 1976        |
| 1969 | Éjféli cowboy (1. magyar szinkron)                                              | Towny                                    | Barnard Hughes           | 1983        |
| 1969 | Fehér farkasok                                                                  | Josuah Mc Grave                          | Gerry Wolff              | 1969        |
| 1969 | Hans Beimler elvtárs 1-4.                                                       | Eisenbrenner                             | Walter Jupé              | 1971        |
| 1969 | Kezdjétek a forradalmat, de nélkülem! (1. magyar szinkron)                      | Lajos király                             | Hugh Griffith            | 1985        |
| 1969 | Laura szerelme                                                                  | N/A                                      | N/A                      | 1970        |
| 1969 | Öt hal egy hétvégén                                                             | Henry                                    | François Darbon          | 1974        |
| 1969 | Santa Vittoria titka (1. magyar szinkron)                                       | Bombolini                                | Anthony Quinn            | 1977        |
| 1969 | Világfiak (1. magyar szinkron)                                                  | N/A                                      | N/A                      | 1970        |
| 1970 | …és hamarosan a sötétség (magyar szinkron)                                      | Csendőr                                  | John Nettleton           | 1978        |
| 1970 | A csibész (1. magyar szinkron)                                                  | Felügyelő                                | Yves Robert              | 1979        |
| 1970 | A mester                                                                        | N/A                                      | N/A                      | 1986        |
| 1970 | A szórakozott                                                                   | Mazelin                                  | Robert Dalban            | 1983        |
| 1970 | A vörös kör (1. magyar szinkron)                                                | Mattei felügyelő                         | Bourvil                  | 1986        |
| 1970 | Az ügyvéd (2. magyar szinkron)                                                  | Eric P. Scott                            | Harold Gould             | 1980        |
| 1970 | Cromwell (1. magyar szinkron)                                                   | Lord Essex                               | Charles Gray             | 1971        |
| 1970 | De én nem akarok megnősülni!                                                    | Walter Benjamin                          | Herschel Bernardi        | 1973        |
| 1970 | Farkasok ideje                                                                  | Kramer biztos                            | Charles Aznavour         | 1979        |
| 1970 | Halálos tévedés                                                                 | Lee Garrett                              | Hannjo Hasse             | 1970        |
| 1970 | Majdnem házasság                                                                | Owen Evans                               | Dudley Jones             | 1973        |
| 1970 | Marie szeszélyei                                                                | N/A                                      | N/A                      | 1971        |
| 1970 | Mr. Tibbs nyomoz (1. magyar szinkron)                                           | N/A                                      | N/A                      | 1971        |
| 1970 | Négy gyilkosság elég lesz, kedvesem!                                            | Freddy                                   | Karel Augusta            | 1971        |
| 1970 | Pókstratégia (1. magyar szinkron)                                               | Rasori                                   | Franco Giovanelli        | 1974        |
| 1970 | Sztrogoff Mihály                                                                | Alcide Jolivet                           | Donato Castellaneta      | 1972        |
| 1970 | Tristana (1. magyar szinkron)                                                   | Don Lope                                 | Fernando Rey             | 1994        |
| 1970 | WUSA (1. magyar szinkron)                                                       | Bingamon                                 | Pat Hingle               | 1972        |
| 1971 | A közvetítő                                                                     | Mr. Maudsley                             | Michael Gough            | 1978        |
| 1971 | A nagy Jake (1. magyar szinkron)                                                | Lincselő párt vezetője                   | Jim Davis                | 1992        |
| 1971 | A rend gyilkosai                                                                | Moulard, Bernard asszisztense            | Harry-Max                | 1972        |
| 1971 | Az eltűnt hivatalnok                                                            | Jens Jensen                              | Poul Thomsen             | 1975        |
| 1971 | Bohózat lőporral                                                                | Caillaud felügyelő                       | Bernard Blier            | 1982        |
| 1971 | Columbo – I/5. rész: Képek keret nélkül (2. magyar szinkron)                    | Frank Simpson                            | Don Ameche               | 1993        |
| 1971 | Columbo – I/5. rész: Képek keret nélkül (2. magyar szinkron)                    | Ügyvéd                                   | N/A                      | 1993        |
| 1971 | Egész Spanyolország felett felhőtlen az ég 1-3.                                 | Piekenbrock őrnagy                       | Hannjo Hasse             | 1973        |
| 1971 | Fennakadva a fán (1. magyar szinkron)                                           | Tévébemondó                              | Pascal Mazzotti          | 1975        |
| 1971 | Halál Velencében                                                                | Gustav von Aschenbach                    | Dirk Bogarde             | 1977        |
| 1971 | Harkály                                                                         | N/A                                      | N/A                      | 1972        |
| 1971 | Koldus és királyfi                                                              | N/A                                      | N/A                      | 1972        |
| 1971 | Mária, a skótok királynője (1. magyar szinkron)                                 | Morton                                   | Bruce Purchase           | 1973        |
| 1971 | Sátáni ötlet (1. magyar szinkron)                                               | Baraduch, a használtautó-kereskedő       | Dominique Zardi          | 1971        |
| 1971 | Szeget szeggel                                                                  | Escalus                                  | Marcel Cuvelier          | 1975        |
| 1971 | Szoba Párizsban                                                                 | Marcel Dutarte-Dubreuilh                 | Philippe Noiret          | 1978        |
| 1971 | Vér és liliom                                                                   | Király                                   | Georges Wilson           | 1975        |
| 1971 | Volt egyszer egy zsaru                                                          | Ligmann                                  | Daniel Ivernel           | 1973        |
| 1972 | A felső tízezer (1. magyar szinkron)                                            | Truscott                                 | Graham Crowden           | 1976        |
| 1972 | Amit tudni akarsz a szexről… (de sosem merted megkérdezni) (1. magyar szinkron) | Operátor                                 | Tony Randall             | 1984        |
| 1972 | Columbo – II/4. rész: Columbo a panoptikumban                                   | Nicholas Frame                           | Richard Basehart         | 1995        |
| 1972 | Elza kölykei (1. magyar szinkron)                                               | Kendall                                  | Geoffrey Keen            | 1974        |
| 1972 | Jelszó: A puszták angyala                                                       | Szergej Nyikitin / Huszejnov / Sztalger  | Vlagyimir Szamojlov      | 1973        |
| 1972 | Privalov milliói                                                                | Ignaciusz L. Lakovszkij                  | Andrej Fajt              | 1978        |
| 1972 | Rablás női módra                                                                | N/A                                      | N/A                      | 1980        |
| 1972 | Saint Tropezba költöztünk (1. magyar szinkron)                                  | Laguarrigue, a közjegyző                 | Jacques Bodoin           | 1973        |
| 1972 | Szalmaláng                                                                      | Művészettörténész                        | Konrad Farner            | 1979        |
| 1972 | Terefere                                                                        | N/A                                      | N/A                      | 1979        |
| 1973 | A gyalogjáró (1. magyar szinkron)                                               | Norbert Schiller                         | Norbert Schiller         | 1978        |
| 1973 | A királynő nehéz napja (1. magyar szinkron)                                     | Albert                                   | Jacques Debary           | 1975        |
| 1973 | A nagy érzelmektől jókat lehet zabálni                                          | Georges Armand                           | Jean Carmet              | 1974        |
| 1973 | A Sakál napja                                                                   | Casson                                   | Denis Carey              | 1981        |
| 1973 | Amarcord                                                                        | Fighetta, görögtanár                     | Ferdinando Villella      | 1984        |
| 1973 | Az írás megmarad                                                                | Honoré Dupont                            | Xavier Pommeret          | 1978        |
| 1973 | Az ötödik támadás                                                               | N/A                                      | N/A                      | 1984        |
| 1973 | De hová tűnt a 7. század?                                                       | Pitivier                                 | Jean Lefebvre            | 1976        |
| 1973 | Dolgozók iskolája                                                               | N/A                                      | N/A                      | 1975        |
| 1973 | Felismerés                                                                      | N/A                                      | N/A                      | 1976        |
| 1973 | Halló, itt Iván cár!                                                            | Anton Szemjonovics Spak                  | Vlagyimir Etus           | 1974        |
| 1973 | Ilyenek voltunk                                                                 | Bill Verso                               | Herb Edelman             | 1978        |
| 1973 | Kimenő                                                                          | Mr. Loveday                              | Ronald Fraser            | 1986        |
| 1973 | Különben dühbe jövünk (1. magyar szinkron)                                      | A Doktor                                 | Donald Pleasence         | 1982        |
| 1973 | Szép, gazdag nő kis testi hibával férjet keres                                  | N/A                                      | N/A                      | 1983        |
| 1973 | Tűzoltó utca 25.                                                                | N/A                                      | N/A                      | 1973        |
| 1974 | A békesség kora                                                                 | N/A                                      | N/A                      | 1976        |
| 1974 | A kicsi kocsi újra száguld (1. magyar szinkron)                                 | Alonzo Hawk                              | Keenan Wynn              | 1984        |
| 1974 | A négy muskétás, avagy a lepel lehull (1. magyar szinkron)                      | N/A                                      | N/A                      | 1977        |
| 1974 | A négy muskétás, avagy majd mi megmutatjuk, bíboros úr! (1. magyar szinkron)    | N/A                                      | N/A                      | 1977        |
| 1974 | Bástyasétány hetvennégy                                                         | Rezső úr                                 | Evald Schorm             | 1974        |
| 1974 | Dundiorr és társai                                                              | 100+1 éves ház (hang)                    | Bert-Åke Varg            | 1977        |
| 1974 | Hajsza a föld alatt (1. magyar szinkron)                                        | Caz Dolowicz                             | Tom Pedi                 | 1987        |
| 1974 | Idegenek között                                                                 | N/A                                      | N/A                      | 1977        |
| 1974 | Lányok, anyák                                                                   | Pjotr Nyikanovics                        | Szergej Geraszimov       | 1976        |
| 1974 | Minek ugrálni?                                                                  | Philip Butcher                           | Henry Beckman            | 1990        |
| 1974 | Prémium                                                                         | Grigorij Frolovskij, díszpécser          | Armen Dzsigarhanyan      | 1976        |
| 1974 | Volt egyszer egy ház 1-5.                                                       | Eduard Drvota, kézműves                  | Vladimír Menšík          | 1977        |
| 1975 | A bíró és a hóhér                                                               | Hans Baerlach                            | Martin Ritt              | 1981        |
| 1975 | A Rosenberg-házaspár                                                            | Bíró                                     | Paul Le Person           | 1976        |
| 1975 | A szerelem rabja (1. magyar szinkron)                                           | Forgatókönyvíró                          | Nyikolaj Pasztuhov       | 1977        |
| 1975 | A taxi utasai                                                                   | Fofanov                                  | Alekszej Mironov         | 1977        |
| 1975 | Az egér és a macska                                                             | Monsieur Richard                         | Jean-Pierre Aumont       | 1977        |
| 1975 | Az elítélt                                                                      | Meghatalmazott                           | Zygmunt Hübner           | 1977        |
| 1975 | Az ígéret földje (1. magyar szinkron)                                           | Wilczek                                  | Wojciech Siemion         | 1976        |
| 1975 | Columbo – V/3. rész: Személycsere (1. magyar szinkron)                          | Salvatore De Fonte                       | Vito Scotti              | 1978        |
| 1975 | Felkavart víz                                                                   | Kilbourne                                | Murray Hamilton          | 1977        |
| 1975 | Felragyog tiszta szép fényű csillag                                             | N/A                                      | N/A                      | 1977        |
| 1975 | Férfiak póráz nélkül                                                            | Giorgio Perozzi                          | Philippe Noiret          | 1978        |
| 1975 | Francia kapcsolat 2.                                                            | Alain Charnier                           | Fernando Rey             | 1992        |
| 1975 | Lázroham                                                                        | N/A                                      | N/A                      | 1976        |
| 1975 | Lear király                                                                     | Bolond                                   | Frank Middlemass         | 1978        |
| 1975 | Már ez is probléma?                                                             | Edmond Michalon                          | Jean Lefebvre            | 1984        |
| 1975 | Megtalálták a 7. századot                                                       | Pitivier                                 | Jean Lefebvre            | 1978        |
| 1975 | Méreg a pohárban                                                                | N/A                                      | N/A                      | 1976        |
| 1975 | Monty Python: Gyalog galopp                                                     | Felügyelő                                | Roy Smith                | 1977        |
| 1975 | Vadember                                                                        | Coleman                                  | Vernon Dobtcheff         | 1978        |
| 1975 | Zsák a foltját                                                                  | N/A                                      | N/A                      | 1979        |
| 1976 | A jónevű senki, avagy a stróman                                                 | Sam                                      | Joshua Shelley           | 1978        |
| 1976 | A Kasszandra-átjáró                                                             | Herman Kaplan                            | Lee Strasberg            | 1992        |
| 1976 | A kis Fülöp                                                                     | N/A                                      | N/A                      | 1977        |
| 1976 | Budapesti mesék                                                                 | Doktor                                   | Szymon Szurmiej          | 1976        |
| 1976 | Egy hétvége története                                                           | Nat Jeffcote                             | Donald Pleasence         | 1985        |
| 1976 | Elátkozottak utazása (1. magyar szinkron)                                       | Dr. Juan Remos                           | James Mason              | 1987        |
| 1976 | Gondolkodó robotok (1. magyar szinkron)                                         | Saint-Germain gróf                       | André Reybaz             | 1980        |
| 1976 | Gyilkos a tetőn                                                                 | Martin Beck                              | Carl-Gustaf Lindstedt    | 1986        |
| 1976 | Maradhatok még?                                                                 | Wolfgang Amadeus Meyer                   | Alexander May            | 1979        |
| 1976 | Sherlock Holmes New Yorkban (1. magyar szinkron)                                | James Moriarty professzor                | John Huston              | 1997        |
| 1976 | Tearózsák                                                                       | Alban                                    | Wolfgang Höper           | 1980        |
| 1977 | A híd túl messze van (1. magyar szinkron)                                       | Sims ezredes                             | Gerald Sim               | 1986        |
| 1977 | Annie Hall                                                                      | Mr. Hall                                 | Donald Symington         | 1980        |
| 1977 | Az elnök halála                                                                 | Herman Lieberman                         | Kazimierz Iwor           | 1983        |
| 1977 | Az orvos dilemmája                                                              | Cutler Walpole                           | Horst-Christian Beckmann | 1981        |
| 1977 | Egy másik férfi, egy másik nő (1. magyar szinkron)                              | Springfield                              | Bernard Behrens          | 1980        |
| 1977 | Equus                                                                           | Frank Strang                             | Colin Blakely            | 1986        |
| 1977 | Férfiak, akik szeretik a nőket                                                  | N/A                                      | N/A                      | 1979        |
| 1977 | Júlia                                                                           | Dashiel Hammett                          | Jason Robards            | 1979        |
| 1977 | Kígyótojás (2. magyar szinkron)                                                 | N/A                                      | N/A                      | 1994        |
| 1977 | Mai bűntett                                                                     | Bernard Revest                           | Henri Virlojeux          | 1986        |
| 1977 | Taxisofőrnő                                                                     | Rendőrfelügyelő                          | Enzo Cannavale           | 1989        |
| 1978 | A félhold árnyékában                                                            | David-Bek                                | Egyiser Magalasvili      | 1980        |
| 1978 | A kegyelmes asszony                                                             | N/A                                      | N/A                      | 1981        |
| 1978 | Akit Buldózernek hívtak                                                         | Fekete madár (hang)                      | N/A                      | 1982        |
| 1978 | Hét különleges megbízott                                                        | N/A                                      | N/A                      | 1981        |
| 1978 | Kaliforniai lakosztály                                                          | Marvin Michaels                          | Walter Matthau           | 1980        |
| 1978 | Névtelen csillag                                                                | N/A                                      | N/A                      | 1981        |
| 1978 | Őrült nők ketrece (1. magyar szinkron)                                          | Simon Charrier                           | Michel Galabru           | 1980        |
| 1978 | Retúrjegy                                                                       | Pierre                                   | Leszek Herdegen          | 1986        |
| 1978 | Szerelmeim                                                                      | Antonio Bianchi                          | Enrico Maria Salerno     | 1981        |
| 1978 | Várlak nálad vacsorára                                                          | Dr. Charley Nichols                      | Walter Matthau           | 1982        |
| 1978 | Zugügyvéd zavarban                                                              | don Michele Miletti                      | Paolo Stoppa             | 1981        |
| 1979 | Az újságíró                                                                     | N/A                                      | N/A                      | 1984        |
| 1979 | Butch és Sundance: A korai idők                                                 | Ray Bledsoe                              | Jeff Corey               | 1986        |
| 1979 | Halálos véletlen                                                                | N/A                                      | N/A                      | 1981        |
| 1979 | Hét januári nap                                                                 | Don Thomas                               | Jacques François         | 1981        |
| 1979 | Sírásás                                                                         | Ernesto                                  | José Vivó                | 1983        |
| 1980 | A vihar                                                                         | Prospero                                 | Michael Hordern          | 1982        |
| 1980 | Apám kicsi alakja                                                               | Walter Henisch                           | Rudolf Wessely           | 1980        |
| 1980 | Az elnök elrablása                                                              | Adam Scott elnök                         | Hal Holbrook             | 1982        |
| 1980 | Bronco Billy (1. magyar szinkron)                                               | Dr. Canterbury, a szanatórium vezetője   | Woodrow Parfrey          | 1982        |
| 1980 | Egy pár cipő                                                                    | Mick Ryan                                | Niall Toibin             | 1988        |
| 1980 | Meghökkentő mesék – III/2. rész: Tájkép tanyával                                | Ószeres                                  | Bill Maynard             | 1986        |
| 1980 | Örökség                                                                         | Fülöp bácsi                              | Piotr Skrzynecki         | 1980        |
| 1980 | Őrült nők ketrece 2. (1. magyar szinkron)                                       | Simon Charrier                           | Michel Galabru           | 1983        |
| 1980 | Szabadlábon Velencében                                                          | Joseph                                   | Georges Géret            | 1981        |
| 1980 | Szexis hétvége                                                                  | François Quérole                         | Lino Ventura             | 1982        |
| 1981 | Éjszaka a tengerparton                                                          | N/A                                      | N/A                      | 1985        |
| 1981 | Fizetés nélküli szabadság                                                       | Jevdokimov                               | Vlagyimir Baszov         | 1982        |
| 1981 | Mephisto                                                                        | Radig szerkesztő                         | Hans Ulrich Laufer       | 1981        |
| 1981 | Othello                                                                         | Lodovico                                 | Joseph O’Conor           | 1983        |
| 1981 | Ragtime                                                                         | Waldo felügyelő                          | James Cagney             | 1985        |
| 1981 | Suturp – Szerelmi történet                                                      | Von Elchem                               | Dieter Franke            | 1984        |
| 1981 | Végtelen szerelem                                                               | Arthur Axelrod                           | Richard Kiley            | 1987        |
| 1982 | A vörös jel                                                                     | Alington West                            | Alan Badel               | 1984        |
| 1982 | Bécs bolondja                                                                   | Peter Altenberg                          | Kurt Sowinetz            | 1985        |
| 1982 | Egy kis társasjáték                                                             | Gustave Kummer                           | Trevor Howard            | 1985        |
| 1982 | Fanny és Alexander                                                              | Oscar Ekdahl                             | Allan Edwall             | 1989        |
| 1982 | Hol vannak a gyerekeim?                                                         | N/A                                      | N/A                      | 1985        |
| 1982 | Legkedvesebb évem                                                               | Sy Benson                                | Bill Macy                | 1986        |
| 1982 | Nem örökkön, nem örökké                                                         | N/A                                      | N/A                      | 1988        |
| 1982 | Széplány ajándékba                                                              | Az emír                                  | Renzo Montagnani         | 1984        |
| 1982 | Úgy mint Lyonban                                                                | Tom                                      | Jacques Dufilho          | 1984        |
| 1983 | Doktornők                                                                       | Dr. Rüdiger Dörge professzor             | Fred Diesko              | 1985        |
| 1983 | Gyöngyöző cián (1. magyar szinkron)                                             | Kemp kapitány                            | Harry Morgan             | 1985        |
| 1983 | Öt láda aranyrög                                                                | Aldo                                     | Lino Ventura             | 1985        |
| 1983 | Rosszkedvünk tele                                                               | Mr. Baker                                | E. G. Marshall           | 1988        |
| 1984 | A sznob                                                                         | Von Palen gróf                           | Heinz Baumann            | 1985        |
| 1984 | A vadkacsa                                                                      | Ekdal                                    | John Meillon             | 1990        |
| 1984 | Beverly Hills-i zsaru (1. magyar szinkron)                                      | Hubbard rendőrfőnök                      | Stephen Elliott          | 1987        |
| 1984 | Coriolanus                                                                      | Cominius                                 | Patrick Godfrey          | 1986        |
| 1984 | Emberfarkas                                                                     | Csokor                                   | César Augusto            | 1986        |
| 1984 | Gulag                                                                           | Bukovsky                                 | George Pravda            | 1994        |
| 1984 | Idegen feleség és férj az ágy alatt                                             | Ivan Andrejevics                         | Oleg Tabakov             | 1987        |
| 1984 | Kocka a kulcstartón                                                             | Skvara                                   | Karel Hlušička           | 1988        |
| 1984 | Mire megyek az apámmal?                                                         | Thorok                                   | Nico il Grande           | 1985        |
| 1984 | Miss Marple történetei 01.: Holttest a könyvtárszobában (1. magyar szinkron)    | Mr. Alistair Prescott                    | Hugh Walters             | 1987        |
| 1984 | Redl ezredes                                                                    | Von Roden                                | Hans Christian Blech     | 1984        |
| 1984 | Száz nap Palermóban (1. magyar szinkron)                                        | Carlo Dalla Chiesa tábornok              | Lino Ventura             | 1988        |
| 1984 | Titanic, avagy egy katasztrófa utójátéka                                        | William Smith szenátor                   | Hans Korte               | 1987        |
| 1985 | A betörés nagymesterei (1. magyar szinkron)                                     | Morá felügyelő                           | Maurice Barrier          | 1986        |
| 1985 | Aranykulcsocska                                                                 | Carlo papa                               | Sz. Muhin                | 1989        |
| 1985 | Bűnös útjaim – Errol Flynn legendája                                            | Irving Jerome                            | George Coe               | 1987        |
| 1985 | Halál a komputerből                                                             | Dr. Ewald Hasperg                        | Klaus Schwarzkopf        | 1989        |
| 1987 | A gyanúsított (1. magyar szinkron)                                              | Matthew Bishop Helms bíró                | John Mahoney             | 1990        |
| 1987 | És ha nem kel fel többé a nap                                                   | Anzévui                                  | Charles Vanel            | 1990        |
| 1987 | Ideggyogyó (1. magyar szinkron)                                                 | Donald Becker                            | Walter Matthau           | 1994        |
| 1987 | Végzetes vonzerő                                                                | Hadnagy                                  | Michael Arkin            | 1989        |
| 1988 | A betörés                                                                       | Bruno Markward                           | Rolf Hoppe               | 1990        |
| 1988 | Ég veled, szorongás!                                                            | Michaud                                  | Michel Serrault          | 1997        |
| 1988 | Hanussen                                                                        | Dr. Rattinger                            | Jirí Adamíra             | 1988        |
| 1988 | Krokodil Dundee 2.                                                              | Walter Reilly                            | John Meillon             | 1989        |
| 1988 | Ördögök                                                                         | A kormányzó                              | Bernard Blier            | 1990        |
| 1988 | Roger nyúl a pácban                                                             | Marvin Acme                              | Stubby Kaye              | 1989        |
| 1989 | Nem vagyunk mi angyalok                                                         | Börtönigazgató                           | Ray McAnally             | 1990        |
| 1991 | JFK – A nyitott dosszié                                                         | Haggerty bíró                            | John Finnegan            | 1996        |
| 1991 | Kínos viszony                                                                   | Jules                                    | Jason Robards            | 1992        |
| 1994 | Al Capone kincse (1. magyar szinkron)                                           | Joe Forelli                              | Loring Stevenson         | 1996        |
| 1994 | Lövések a Broadwayn                                                             | Julian Marx                              | Jack Warden              | 1996        |
| 1995 | Hétköznapi hősök                                                                | Michele Sindona                          | Omero Antonutti          | 1998        |
| 1996 | Törjön ki a frász! (módosított magyar szinkron)                                 | Bíró                                     | John Astin               | 2005        |
| 2001 | Szembesítés                                                                     | Albert Speer birodalmi miniszter         | Thomas Thieme            | 2002        |

### Folytassa-sorozat
| Év   | Cím                                            | Szereplő                               | Színész         | Szinkron év |
| ---- | ---------------------------------------------- | -------------------------------------- | --------------- | ----------- |
| 1958 | Folytassa, nővér!                              | Humphrey Hinton                        | Charles Hawtrey | 1980        |
| 1959 | Folytassa, tanár úr! (1. magyar szinkron)      | William „Wakie” Wakefield, az igazgató | Ted Ray         | 1969        |
| 1964 | Folytassa, Jack! (2. magyar szinkron)          | Walter Bájgli                          | Charles Hawtrey | 1981        |
| 1965 | Folytassa, Kleo! (1. magyar szinkron)          | Marcus Antonius                        | Sid James       | 1965        |
| 1970 | Folytassa a szerelmet! (1. magyar szinkron)    | James Bedsop                           | Charles Hawtrey | 1980        |
| 1971 | Folytassa, ahogy tetszik! (1. magyar szinkron) | Charles Coote                          | Charles Hawtrey | 1981        |
| 1971 | Folytassa, Henry! (1. magyar szinkron)         | Sir Roger de Lodgerley                 | Charles Hawtrey | 1981        |
| 1972 | Folytassa, főnővér! (1. magyar szinkron)       | Dr. Francis A. Goode                   | Charles Hawtrey | 1981        |

### Sorozatok
| Év        | Cím                             | Szereplő                      | Színész             | Szinkron év |
| --------- | ------------------------------- | ----------------------------- | ------------------- | ----------- |
| 1957      | Zorro I. (1. magyar szinkron)   | Jan Arvan (+ Sztankay István) | Nacho Torres        | 1969        |
| 1960-1961 | Maigret felügyelő I-II.         | Lognon felügyelő              | Henry Oscar         | 1973        |
| 1960-1961 | Maigret felügyelő I-II.         | Fred                          | Jack Rodney         | 1972        |
| 1967      | A Forsyte Saga                  | Sir Mervyn Waterbuck, ügyvéd  | Charles West        | 1970        |
| 1967      | Maigret felügyelő nyomoz I/1-3. | Charles Danrimont             | Maurice Garrel      | 1978        |
| 1969      | Különleges ügyosztály           | Jason                         | Peter Wyngarde      | 1971        |
| 1969-1971 | A felügyelő                     | Herbert Keller felügyelő      | Erik Ode            | 1973-1976   |
| 1970      | A négy páncélos és a kutya III. | Fényképész                    | Janusz Przymanowski | 1972        |
| 1973      | A flamandok titka 1-4.          | Portinarj Cavalieri           | Raymond Gérôme      | 1975        |
| 1973      | A tavasz tizenhét pillanata     | Csillagász                    | Jurij Katyin-Jarcev | 1974        |
| 1974      | Álarcban II.                    | Cliff                         | Hannjo Hasse        | 1976        |
| 1974      | Golgota 5-13.                   | Szemjon Mihajlovics Bugyonnij | Pjotr Tyimofejev    | 1978        |
| 1975      | Petrocelli II.                  | N/A                           | N/A                 | 1983        |
| 1977-1981 | Kórház a város szélén           | Kovanda, gyárigazgató         | Jaroslav Moučka     | 1982-1983   |
| 1978      | Az akasztófa árnyékában         | Claudieuse gróf               | Jean-Pierre Aumont  | 1981        |
| 1978-1991 | Dallas                          | Jock Ewing                    | Jim Davis           | 1990-1992   |
| 1979      | Latin-Amerikában írták          | Ernesto                       | José Vivó           | 1982        |
| 1980      | Álomkereskedők 1-4.             | Peter Kessler                 | Vincent Gardenia    | 1983        |
| 1981      | Akciócsoport                    | Herb Klein                    | Herb Edelman        | 1985        |
| 1982      | Knight Rider I.                 | Sammy Phillips                | Eddie Firestone     | 1992        |
| 1982      | Nagyon különleges ügyosztály    | Ed Hocken                     | Alan North          | 1984        |
| 1982-1983 | Marco Polo                      | Kublaj kán (5 részben)        | Ying Ruocheng       | 1984        |
| 1984      | A korona ékköve                 | Pandit Baba                   | Marne Maitland      | 1989        |
| 1984      | A korona ékköve                 | Bronowsky gróf                | Eric Porter         | 1989        |

### Rajzfilmek
| Év   | Cím                                                     | Szereplő                 | Szinkronhang    | Szinkron év |
| ---- | ------------------------------------------------------- | ------------------------ | --------------- | ----------- |
| 1963 | Magilla Gorilla show 13-31. (rajzfilmsorozat)           | N/A                      | N/A             | 1981        |
| 1969 | Rózsaszín párduc show I. (1. magyar szinkron)           | Múzeumigazgató           | Marvin Miller   | 1986        |
| 1976 | Hupikék törpikék és a csodafurulya (2. magyar szinkron) | Király                   | Georges Pradez  | 1988        |
| 1976 | Púpos lovacska (1. magyar szinkron)                     | Cár                      | Alekszej Gribov | 1977        |
| 1984 | Hupikék törpikék és Törpicur                            | Király (archív felvétel) | Bob Holt        | 1988        |

## Hangjátékok
- Fejér Gábor: A nép nevében (1951)
- Halász Péter: 800 csille szén (1952)
- Baróti Géza: Szalonkocsi (1953)
- A kis Mukk története (1953) – A kis Mukk
- Fjodor Kravcsenko: Forró nyár (1955)
- Gergely Sándor: Vitézek és hősök (1955)
- Kazakevics: Csillag (1958)
- Molnár Ferenc: Egy, kettő, három (1958)
- Varga Imre: Az a május (1959)
- Dévényi Róbert-Lóránd Lajos: 66 óra (1961)
- Galambosné-Tasnádi: A dippeldorpi lovasok (1961)
- Hollós Korvin Lajos: Hunyadi (1961)
- Molnár Ferenc: Liliom (1962)
- Norman Corwin: Öreg rozmár (1961)
- Stoenescu-Octavian: Magaviseletből elégtelen (1962)
- Allister Middleton: Egy kis kikapcsolódás (1963)
- Ernest Hemingway: Búcsú a fegyverektől (1963)
- Andersen, Hans Christian: A kis kanász (1964)
- Padisák Mihály: Csak bikiniben! (1967)
- Radványi Dezső: A gavallér vendég (1970)
- Capek: Az ellopott 139/VII. c. üo. sz. irat (1969)
- "Fölöttem csak a csillagvilágok..." - Rádiókompozíció Goethe műveiből (1969)
- Jurandot, Jerzy: A kilencedik igaz (1969)
- Schneider, Rolf: Anglia ezt kívánja Öntől... (1969)
- Sós György: Aranycsont (1969)
- Eötvös József: Magyarország 1514-ben (1970)
- Németh László: II. József (1970)
- Sobor Antal: Éjszaka hazamentek a katonák (1970)
- Franz Kafka: A kastély (1971)
- László Endre: "Te csak húzzad, Bihari!" (1971)
- Sőtér István: Eötvös József élete és művészete (1971)
- Bukovcan, Ivan: Majdnem isteni tévedés (1972)
- Mándy Iván: Pesti mozik (1973)
- Berza László: Szepsi Csombor Mártonnak külömb-külömbféle tapasztalásai Európa országaiban (1974)
- Dahl-Lundberg: A lyukasztós bérlet (1974)
- Csukás István: Utazás a szempillám mögött (1975)
- Hemingway: Tengeren (1975)
- Török Tamás: Futballfantázia (1975)
- Az ember hivattatása – misztérium (1976)
- Eduard Fiker: A halott nem azonos (1976)
- Joachim Walther: A zöldövezet (1976)
- Gyárfás Miklós: Hápi (1977)
- John Arden: Zsákos ember terhe (1977)
- Fáy András: A különös testamentum (1978)
- Victor Hugo: Nyomorultak (1978)
- Dobreski, Jordan: Magányosok (1979)
- Merle, Robert: A sziget (1979)
- Szabó Magda: Sziget-kék (1979)
- Zygmunt Kraszinski: Istentelen színjáték (1979)
- Szigligeti Ede: Liliomfi (1980)
- Dennis Diderot: Mindenmindegy Jakab meg a gazdája (1981)
- Smuul, Juhan: A zugkapitány (1982)
- Hamupipőke (1983) – Az apa
- Herman Heijermans: Remény (1983)
- A brémai muzsikusok (1984) – Füles, a szamár
- Schnabel, Ernst: Anna Frank nyomában (1984)
- Vészi Endre: Jóisten farmerban (1984)
- A szegényember öröme – irodalmi kompozíció (1985)
- Tamási Áron: Tündöklő Jeromos (1985)
- Markovits Ferenc: Láttál-e roppant fényt a magasban? (1986)
- Molnár Ferenc: Egy, kettő, három (1986)
- Balázs Attila: Nabucco a levegőben (1988)
- Szomory Dezső: Sába királynője (1988)
- Márton László: Nehéz időket éltünk (1989)
- Michael de Ghelderode: A Nagy Kaszás balladája (1989)
- Thomas Hardy: Egy tiszta nő (1990)
- Fromaget: A Próféta rokona (1991)
- Kárpáti Péter: Egy röpke szóban (1991)
- Ruitner Sándor: Lacrimosa (1991)
- Szentkuthy Miklós: A rézmetszet életre kel (1991)
- Pap Károly: A Szent színpad (1992)
- Szakonyi Károly: És a kertben egy páva (1992)
- Zsolt Béla: Oktogon (1992)
- Frank Wedekind: A kamaraénekes (1993)
- Ladislav Fuks: Boldogultak bálja (1993)
- Sean O'Casey: Az eke és a csillagok (1993)
- Steve Walker: A pápa öccse (1993)
- Cholnoky László: Vaskarika (1995)
- Csalog Zsolt: Hogyan kell forradalmat csinálni? (1995)
- Jókai Mór: A bolondok grófja (1995)
- Spiró György: Vak Béla király (1995)
- Vathy Zsuzsa: Tüzérária (1999)
- Márai Sándor: Napló 1975-1979 (2000)
- Határ Győző: Asszonyok gyöngye (2001)
- Márton partjelző fázik (2001)

## Díjai, kitüntetései
- 1985 – Érdemes művész
- 1993 – A Magyar Köztársasági Érdemrend középkeresztje
- 2002 – A Magyar Filmszemle Életműdíja
- 2004 – Kiváló művész
- 2012 – A Magyar Érdemrend középkeresztje a csillaggal
- 2013 – Kossuth-díj
- 2014 – A Nemzet Színésze